# ورزشگاه استاد دو لا موسون
ورزشگاه استاد دو لا موسون (انگلیسی: Stade de la Mosson) یک ورزشگاه فوتبال و راگبی در شهر مون‌پلیه، فرانسه است.
این ورزشگاه که در سال ۱۹۷۲ تأسیس شده دارای ۳۲٬۹۰۰ نفر ظرفیت می‌باشد و یکی از ورزشگاه‌های جام جهانی فوتبال ۱۹۹۸ بوده‌است.